# Casa Tirkkonen
La Casa Tirkkonen (Sumeliuksen talo in finlandese) è un edificio storico della città di Tampere in Finlandia.

## Storia
L'edificio venne eretto nel 1901 secondo il progetto degli architetti Lars Sonck e Birger Federley. L'edificio venne commissionato dalla famiglia Tirkkonen, che vi installò il proprio commercio di tessuti.

## Descrizione
Il palazzo occupa un lotto d'angolo nel quartiere di Tammerkoski nel centro della città.
L'edificio presenta uno stile Art nouveau.